# Koepelgroeve

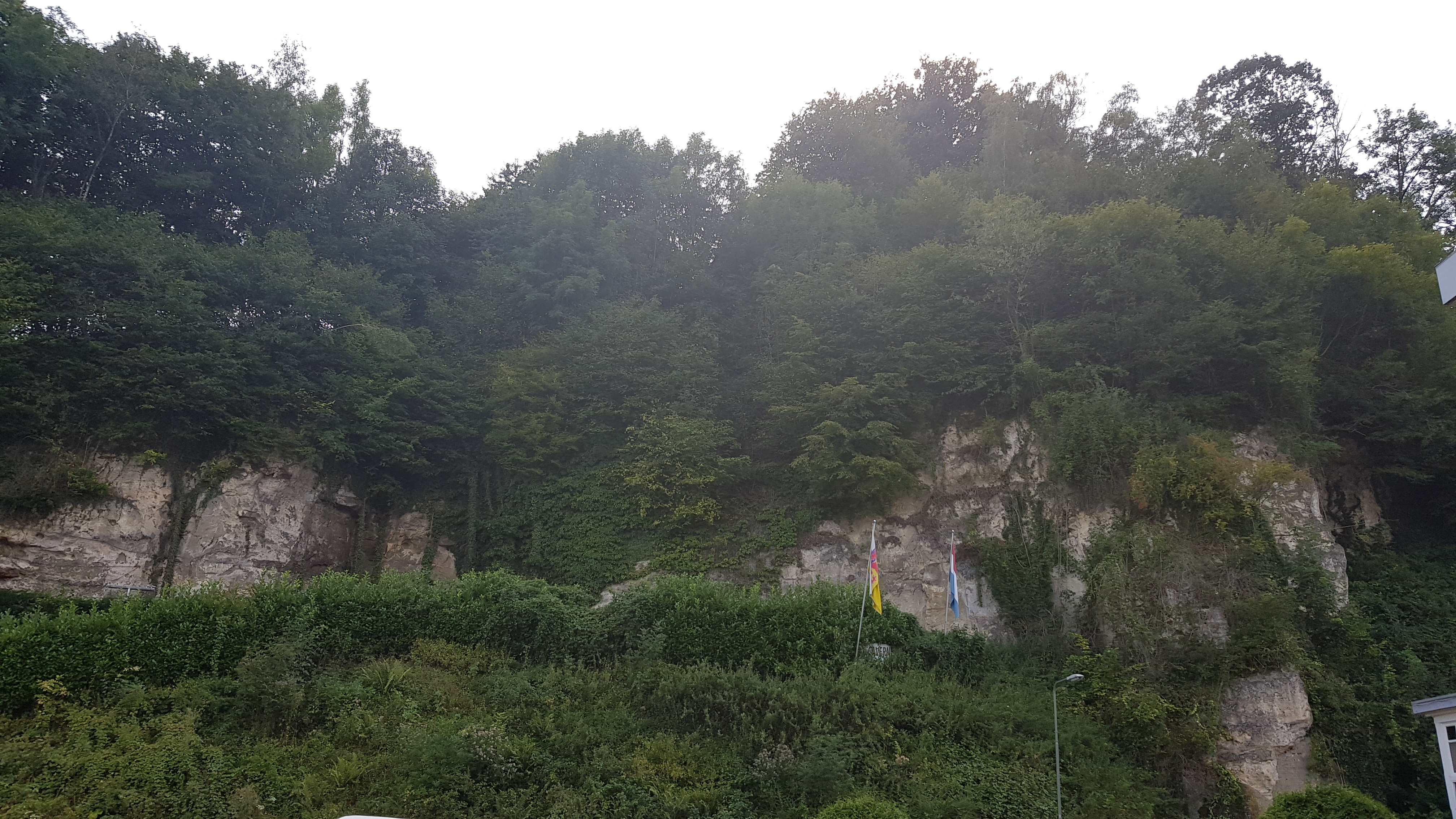
Rotswand boven Koepelgroeve

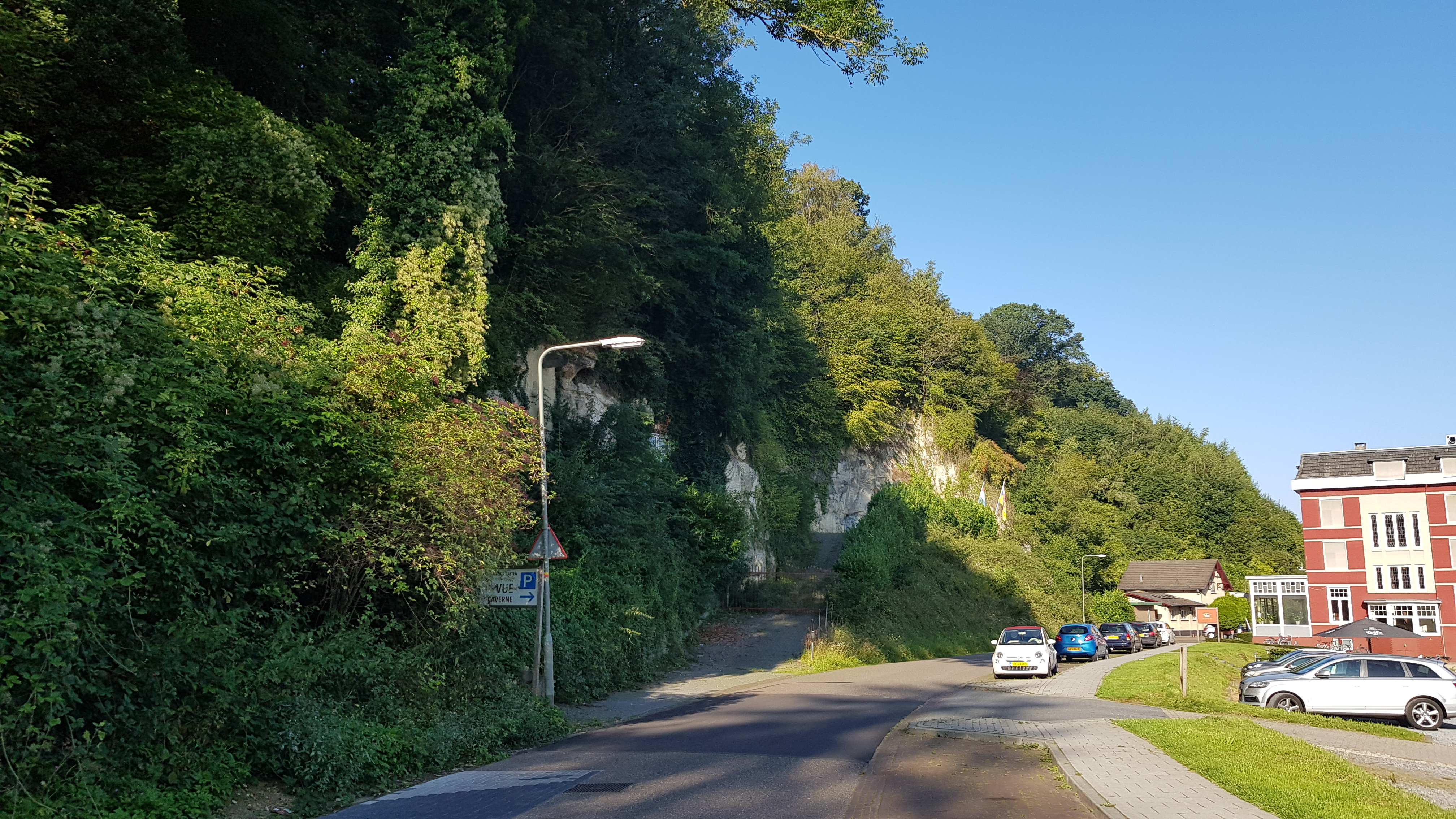
Zicht op de rotswand boven de Koepelgroeve

De Koepelgroeve is een Limburgse mergelgroeve in de Nederlandse gemeente Valkenburg aan de Geul in Zuid-Limburg. De ondergrondse groeve ligt in Geulhem in het hellingbos Bergse Heide op de noordelijke rand van het Plateau van Margraten in de overgang naar het Geuldal. Ter plaatse duikt het plateau een aantal meter steil naar beneden.
Op ongeveer 30 meter naar het oosten ligt de ingang van de Studentengroeve, op ongeveer 200 meter naar het oosten ligt de Heidegroeve, op ongeveer 250 meter naar het zuidoosten ligt de Barakkengroeve, op ongeveer 110 meter naar het westen ligt de ingang van de Amorgroeve en op ongeveer 360 meter naar het westen liggen de ingangen van de Geulhemmergroeve en de Rotswoningen van Geulhem.

## Geschiedenis
In de Romeinse tijd zou de Koepelgroeve reeds zijn ontgonnen door blokbrekers.
De vroegere toegang naar de Koepelgroeve liep over het wandelpad ten westen van Wolfsdriesweg 8 dat vroeger breder was.
In 1925 werd in de Koepelgroeve met carbidlicht de toneelopvoering Kain en Abel opgevoerd.

## Groeve
De Koepelgroeve bestaat uit een grote koepel met meerdere zijgangen. De groeve wordt als kleine groeve gezien met een oppervlakte van 2240 vierkante meter.
Vanuit de groeve is er een verbindingsgang met de Geulhemmergroeve en de Amorgroeve.
De Koepelgroeve wordt gebruikt als opslagplaats voor het restaurant in de naastgelegen Studentengroeve.
In 2017 werd de groeve op veiligheid onderzocht en werd de groeve goedgekeurd.